# Tarvi Thomberg
Tarvi Thomberg (ur. 10 maja 1982) – estoński zapaśnik walczący w stylu klasycznym. Olimpijczyk z Aten 2004, gdzie zajął dziewiętnaste miejsce w kategorii 84 kg.
Dziesiąty na mistrzostwach świata w 2003. Siódmy na mistrzostwach Europy w 2004. Zdobył dwa medale na mistrzostwach nordyckich w latach 2003 - 2006.
Trzykrotny mistrz Estonii w latach 2003 - 2008.